# Juggijaure
Juggijaure är en sjö i Jokkmokks kommun i Lappland och ingår i Luleälvens huvudavrinningsområde. Sjön har en area på 0,332 kvadratkilometer och ligger 309 meter över havet.

## Delavrinningsområde
Juggijaure ingår i det delavrinningsområde (740141-168759) som SMHI kallar för Mynnar i Harrijaurebäcken. Medelhöjden är 321 meter över havet och ytan är 11,18 kvadratkilometer. Det finns inga avrinningsområden uppströms utan avrinningsområdet är högsta punkten. Vattendraget som avvattnar avrinningsområdet har biflödesordning 4, vilket innebär att vattnet flödar genom totalt 4 vattendrag innan det når havet efter 174 kilometer. Avrinningsområdet består mestadels av skog (52 procent) och sankmarker (28 procent). Avrinningsområdet har 1,4 kvadratkilometer vattenytor vilket ger det en sjöprocent på 12,5 procent.